# Notiphila loewi
Notiphila loewi är en tvåvingeart som beskrevs av Cresson 1917. Notiphila loewi ingår i släktet Notiphila och familjen vattenflugor. Inga underarter finns listade i Catalogue of Life.